# گل‌فرج
گل‌فرج یکی از روستاهای استان آذربایجان شرقی است که در دهستان شجاع بخش مرکزی شهرستان جلفا واقع شده‌است اکثریت گلفرجی ها ابدالی و  احمدی هستند.این روستا ۱۵۵ نفر جمعیت دارد. بیشتر جمعیت روستا به هادیشهر مهاجرت کرده اند